# Lockport, Illinois
Lockport là một thành phố thuộc quận Will, tiểu bang Illinois, Hoa Kỳ. Năm 2010, dân số của thành phố này là 24839 người.

## Dân số
Dân số qua các năm:
- Năm 2000: 15191 người.
- Năm 2010: 24839 người.